# Малые Некрасовы
 Малые Некрасовы  — деревня в Афанасьевском районе Кировской области в составе Пашинского сельского поселения.

## География
Расположена на расстоянии примерно 8 км на юг по прямой от райцентра поселка Афанасьево на правобережье реки Кама.

## История
Известна с 1891 года как починок Некрасова малый, в 1905 (уже деревня Мало-Некрасовская) дворов 21 и жителей 145, в 1926 29 и 190 (все «пермяки»), в 1950 27 и 100, в 1989 году 26 жителя. Настоящее название утвердилось с 1978 года.  

## Население
Постоянное население составляло 23 человека (русские 65%, коми-пермяки 35%) в 2002 году, 8 в 2010.